# Whoopi Goldberg
Whoopi Goldberg, właśc. Caryn Elaine Johnson (ur. 13 listopada 1955 w Nowym Jorku) – amerykańska aktorka, piosenkarka, komiczka, kompozytorka, scenarzystka i prezenterka telewizyjna.
Laureatka Oscara dla najlepszej aktorki drugoplanowej w filmie Uwierz w ducha (1990), Grammy za najlepszy album komediowy Whoopi Goldberg: Original Broadway Show Recording (1986) i Tony Award za najlepszy musical Thoroughly Modern Millie (2002).

## Życiorys

### Wczesne lata
Urodziła się na nowojorskim Manhattanie jako córka Emmy Johnson (z domu Harris; 1931–2010), pielęgniarki i nauczycielki, oraz Roberta Jamesa Johnsona Jr. (1930–1993), duchownego baptystycznego. Po odejściu ojca, została z matką i bratem Clydem (ur. 1949, zm. 2015). Uczęszczała do miejscowej katolickiej szkoły im. Św. Kolumby i nowojorskiego liceum Washington Irving High School. Miała kłopoty z nauką, zwłaszcza z czytaniem. Dopiero wiele lat później dowiedziała się, że ma dysleksję. Uznano, że jest opóźniona w rozwoju i leniwa. Była upokarzana przez nauczycieli i rówieśników.
W wieku ośmiu lat wzięła udział w inscenizacji jako imbryk do herbaty w nowojorskim teatrze Helena Rubenstein Children’s Theatre. Następnie kontynuowała naukę w programie artystycznym dla dzieci Hudson Guild i uczęszczała do prestiżowej High School for the Performing Arts.
Jako 13-latka po raz pierwszy zaszła w ciążę i dokonała aborcji. Dzięki pomocy specjalistów udało jej się wydostać z uzależnienia od narkotyków. Po odwyku stwierdziła, że chciałaby zostać aktorką. Wtedy przybrała pseudonim i rozpoczęła swoją karierę. Początkowo wybrała pseudonim „Whoopi Cusion” – poduszka-pierdziuszka, od nazwy popularnej zabawki, jednak za poradą matki zaczęła używać nazwiska Goldberg, twierdząc że ma żydowskich przodków.

### Kariera

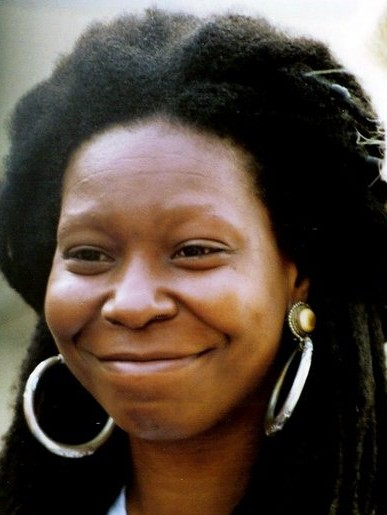
Whoopi Goldberg (1992)

Uczyła się aktorstwa pod kierunkiem Uty Hagen w Herbert Berghoff Studio. Po ukończeniu studiów Goldberg od czasu do czasu grała małe role w produkcjach na Broadwayu, takich jak Hair, Pippin i Jesus Christ Superstar, ale także utrzymywała się, wykonując dorywcze prace, takie jak murowanie i służąc jako wizażystka w zakładzie pogrzebowym. Występowała w eksperymentalnej grupie Blake Street Hawkeyes w Berkeley. W 1974 przeniosła się do San Diego i pomogła założyć San Diego Repertory Theatre, gdzie wystąpiła w przedstawieniach: Matka Courage i jej dzieci Bertolta Brechta i Wychodzenie to gra Marshy Norman. Na rozpoczęcie kariery komediowej w San Francisco, opracowała „widowisko na jedną aktorkę” pt. The Spook Show (Straszące Widowisko). Dzięki temu programowi Mike Nichols zwrócił na nią uwagę i w latach 1984–1985 przeniósł show na Broadway.
Jej występ został zauważony przez kogoś z biura Stevena Spielberga. Została poproszona o przesłuchanie do głównej roli Celie, maltretowanej kobiety w Głębokim Południu w dramacie Kolor purpury (1985). Film zebrał dobre recenzje wśród krytyków i okazał się sukcesem, a Goldberg została uhonorowana Złotym Globem dla najlepszej aktorki w filmie dramatycznym i była nominowana do Oscara dla najlepszej aktorki pierwszoplanowej. W większości ról filmowych z lat 80. XX wieku grała kobiety o wyrazistych i mocnych charakterach. Za postać Camille Brand w serialu Na wariackich papierach (1986) była nominowana do nagrody Emmy dla wybitnej aktorki gościnnej w serialu dramatycznym. Nakręciła serię niedocenianych komedii, takich jak Jumpin’ Jack Flash (1986) Penny Marshall, Włamywaczka (Burglar, 1987) Hugh Wilsona, Śmiercionośna ślicznotka (Fatal Beauty, 1987) Toma Hollanda czy Homer i Eddie (1989) Andrieja Konczałowskiego. Rola Clary Mayfield, pokojówki hotelowej, kobiety pełnej spokoju, zrozumienia i miłości w dramacie Roberta Mulligana Sercu Klary (Claras Heart, 1988) przyniosła jej nominację do NAACP Image Awards.
Za kreację fałszywej medium w melodramacie fantasy Uwierz w ducha (Ghost, 1990) zdobyła Oscara, Złoty Glob, Nagrodę Brytyjskiej Akademii Filmowej i Nagrodę Saturna w kategorii najlepsza aktorka drugoplanowa. Zasiadała w jury konkursu głównego na 44. MFF w Cannes (1991). Jako Deloris Van Cartier / siostra Mary Clarence w familijnej komedii muzycznej Emile’a Ardolino Zakonnica w przebraniu (Sister Act, 1992) otrzymała nominację do Złotego Globu dla najlepszej aktorki w filmie komediowym lub musicalu. Z kolei rola Guinan w monumentalnej produkcji science-fiction z serii Star Trek – Star Trek: Następne pokolenie (1988–1993) przyniosła jej w 1995 nominację do Nagrody Saturna w kategorii najlepsza aktorka drugoplanowa.
Dzięki rozpoznawalności i charakterystycznemu urokowi chętnie zapraszana była do wielu seriali telewizyjnych i produkcji kinowych. W 2001 była pierwszą w historii kobietą, która została uhonorowana Nagrodą im. Marka Twaina za amerykański humor. W latach 2003–2004 grała we własnym, 22-odcinkowym serialu komediowym Whoopi, nadawanym przez sieć telewizyjną NBC.
Prowadziła poranną audycję radiową Wake up with Whoopi (2006–2008). Od 2007 prowadzi program ABC Network The View.
17 września 2003 nadano jej tytuł honorowy ambasadorki dobrej woli UNICEF.
Jest właścicielką Le Mont Hotel w Nowym Jorku. W 2016 wystąpiła w produkcji off-broadwayowskiej White Rabbit Red Rabbit.

## Życie prywatne
W latach 1973–1979 jej mężem był Alvin Martin, z którym ma córkę Alexandrę (ur. 1973). Podczas produkcji filmu dokumentalnego Who Are They? (1986), poznała holenderskiego operatora i reżysera Davida Claessena. Pobrali się 1 września 1986, a dwa lata później (1988) rozwiedli się. Od kwietnia 1992 do lutego 1994 była w związku z Tedem Dansonem. 1 października 1994 wyszła za mąż za Lyle’a Trachtenberga, organizatora związku, w październiku 1995 doszło do rozwodu. Od sierpnia 1995 do marca 2001 była związana z Frankiem Langellą.

## Filmografia

### Filmy fabularne
- 1982: Citizen
- 1985: Kolor purpury (The Color Purple) jako Celie
- 1986: Jumpin’ Jack Flash jako Terry Doolittle
- 1987: Śmiercionośna ślicznotka (Fatal Beauty) jako Rita Rizzoli
- 1987: Włamywaczka (Burglar) jako Bernice Rhodenbarr
- 1988: Whoopi Goldberg: Fontaine… Why Am I Straight jako Fontaine
- 1988: Serce Klary (Clara’s Heart) jako Clara Mayfield
- 1988: Telefon (The Telephone) jako Vashti Blue
- 1989: Mistrzowski strzał (Kiss Shot) jako Sarah Collins
- 1989: Homer i Eddie (Homer & Eddie) jako Eddie Cervi
- 1990: Uwierz w ducha (Ghost) jako Oda Mae Brown
- 1990: Długa droga do domu (The Long Walk Home) jako Odessa Cotter
- 1991: Babka z zakalcem (Soapdish) jako Rose Schwartz
- 1991: Blackbird Fly
- 1991: Prywatka 2 (House Party 2) jako profesor (niewymieniona w czołówce)
- 1992: Gracz (The Player) jako detektyw Susan Avery
- 1992: Sarafina! jako Mary Masembuko
- 1992: Zakonnica w przebraniu (Sister Act) jako Deloris Van Cartier / Siostra Mary Clarence
- 1993: Nagi w Nowym Jorku (Naked in New York) jako Tragiczna maska na ścianie w teatrze
- 1993: W krzywym zwierciadle: Strzelając śmiechem (Loaded Weapon 1) jako sierżant Billy York (niewymieniona w czołówce)
- 1993: Made in America jako Sarah Mathews
- 1993: Zakonnica w przebraniu 2: Powrót do habitu (Sister Act 2: Back in the Habit) jako Deloris Van Cartier / Siostra Mary Clarence
- 1994: Corrina, Corrina jako Corrina Washington
- 1994: Klan urwisów (The Little Rascals) jako mama Buckwheata
- 1994: Star Trek: Pokolenia (Star Trek: Generations) jako Guinan (niewymieniona w czołówce)
- 1995: Theodore Rex jako Katie Coltrane
- 1995: Księżyc i Valentino (Moonlight and Valentino) jako Sylvie Morrow
- 1995: Słoneczni chłopcy (The Sunshine Boys) jako pielęgniarka (niewymieniona w czołówce)
- 1995: Chłopaki na bok (Boys on the Side) jako Jane
- 1996: Opowieści z krypty – orgia krwi (Bordello of Blood) jako pacjentka w szpitalu (niewymieniona w czołówce)
- 1996: Duchy Missisipi (Ghosts of Mississippi) jako Myrlie Evers
- 1996: Bogus, mój przyjaciel na niby (Bogus) jako Harriet Franklin
- 1996: Partner (The Associate) jako Laurel Ayres
- 1996: Eddie jako Edwina Eddie Franklin
- 1997: Idąc na całość (Destination Anywhere) jako Cabbie
- 1997: Kopciuszek (Cinderella) jako królowa Constantina
- 1997: Przed zmierzchem (In the Gloaming) jako Myrna
- 1997: Spalić Hollywood (An Alan Smithee Film: Burn Hollywood Burn) jako ona sama
- 1998: Rycerz Artura (A Knight in Camelot) jako Vivien Morgan
- 1998: Alegria jako Dziecko klown
- 1998: Jak Stella zdobyła miłość (How Stella Got Her Groove Back) jako Delilah
- 1999: Waśnie w świecie baśni (The Magical Legend of the Leprechauns) jako Wielka Banshee
- 1999: Powrót gwiazdy (Jackie’s Back!) jako siostra Ethyl Washington Rue Owens
- 1999: Alicja w Krainie Czarów (Alice in Wonderland) jako Kot Cheshire
- 1999: Głębia oceanu (The Deep End of the Ocean) jako Candy Bliss
- 1999: Przerwana lekcja muzyki (Girl, Interrupted) jako siostra Valerie
- 2000: Rocky i Łoś Superktoś (The Adventures of Rocky and Bullwinkle) jako sędzia
- 2000: Więcej psów niż kości (More Dogs Than Bones) jako Cleo
- 2001: Golden Dreams jako Calafia, królowa Kalifornii
- 2001: Co tworzy rodzinę (What Makes a Family) jako Terry Harrison
- 2001: Zawód święty Mikołaj (Call Me Claus) jako Lucy Cullins
- 2001: Królestwo niebieskie (Kingdom Come) jako Raynelle Slocumb
- 2001: Małpiszon (Monkeybone) jako Śmierć
- 2001: Wyścig szczurów (Rat Race) jako Vera Baker
- 2002: Gwiazdka muppetów (It’s a Very Merry Muppet Christmas Movie) jako Daniel’s ‘Boss’
- 2002: Star Trek: Nemesis jako Guinan (niewymieniona w czołówce)
- 2003: Nowi sąsiedzi (Good Fences) jako Mabel
- 2006: The Last Guy on Earth
- 2006: Domowe spumoni (Homie Spumoni) jako Thelma
- 2007: Młody geniusz (If I Had Known I Was a Genius) jako Mama
- 2008: A Muppets Christmas: Letters to Santa jako Taksówkarz
- 2009: Stream jako Jodi
- 2010: The Little Engine That Could jako Tower
- 2010: For Colored Girls jako Alice / White
- 2011: A Little Bit of Heaven jako Bóg
- 2013: Sensitive Men jako przywódczyni duchowa
- 2014: A Day Late and a Dollar short jako Viola
- 2014: Big Stone Gap jako Fleeta Mullins
- 2014: Black Dog, Red Dog jako Calliope
- 2014: Wojownicze żółwie Ninja  jako Bernadette Thompson
- 2021: Zakonnica w przebraniu 3[19][20]

### Seriale telewizyjne
- 1986: Na wariackich papierach (Moonlighting) jako Camille Brand
- 1988–1993: Star Trek: Następne pokolenie (Star Trek: The Next Generation) jako Guinan
- 1989: CBS Schoolbreak Special jako Mariah Johnston
- 1990–1991: Bagdad Cafe jako Brenda
- 1991: A Different World jako dr Jordan
- 1998: Smap x Smap jako Gość na obiedzie
- 1998: Pomoc domowa (The Nanny) jako Edna
- 2000: Życie przede wszystkim (Strong Medicine) jako doktor Lydia Emerson
- 2002: Absolutnie fantastyczne (Absolutely Fabulous) jako Goldie
- 2003: Freedom: A History of Us jako Harriet Tubman / Patricia King / Sojourner Truth / Millie Freeman / Lucy Parsons
- 2003–2004: Whoopi jako Mavis Rae
- 2004: Littleburg jako major Whoopi
- 2006: So noTORIous jako mama Belle
- 2006: Prawo i bezprawie: Zbrodniczy zamiar (Law & Order: Criminal Intent) jako Chesley Watkins
- 2006: Wszyscy nienawidzą Chrisa (Everybody Hates Chris) jako Louise
- 2008: Life on Mars jako brat Lovebutter
- 2009: The Cleaner jako Paulina Kmec
- 2012: Glee jako Carmen Tibideaux

### Dubbing
- 1990–1992: Kapitan Planeta (Captain Planet and the Planeteers) jako Gaja (sezony I–III)
- 1992: Defenders of Dynatron City jako panna Megawatt
- 1993: Yuletide in the 'hood
- 1994: A Cool Like That Christmas
- 1994: Król lew (The Lion King) jako Shenzi
- 1994: Władca Ksiąg (The Pagemaster) jako Bajeczka
- 1995–1997: Happily Ever After: Fairy Tales for Every Child jako Babcia Gąska
- 1997: Opowieść wigilijna (A Christmas Carol) jako Duch teraźniejszych świąt
- 1997: Tracey bierze na tapetę... (Tracey Takes On...) jako Bóg
- 1997: Mother Goose: A Rappin’ and Rhymin’ Special jako Babcia Gąska
- 1998: Titey jako góra lodowa
- 1998: Gdzie jest bobas? (The Rugrats Movie) jako Ranger Margaret
- 1998: Rudolf czerwononosy renifer (Rudolph the Red-Nosed Reindeer: The Movie) jako Mrozelda
- 1999: Nasz przyjaciel, Martin (Our Friend, Martin) jako pani Peck
- 1999: Foxbusters
- 2002: Madeline: My Fair Madeline jako panna Clavel
- 2002–2003: Liberty’s Kids: Est. 1776 jako Deborah Samson
- 2003: Blizzard – latający renifer (Blizzard) jako Blizzard
- 2004: Król lew 3: Hakuna matata (The Lion King 1 1/2) jako Shenzi
- 2004: Pinokio, przygoda w przyszłości (Pinocchio 3000) jako Cyberina
- 2005: Zebra z klasą (Racing Stripes) jako Franny
- 2005: Bear in the Big Blue House jako Wielki Bandini
- 2006: I ty możesz zostać bohaterem (Everyone’s Hero) jako Skarb
- 2006: Magiczna karuzela (The Magic Roundabout) jako Euralia (amerykański dubbing)
- 2006: Farsa pingwinów (Farce of the Penguins) jako Helen
- 2008: Kudłaty zaprzęg (Snow Buddies) jako panna Mittens
- 2008: Descendants jako czerwony kwiat
- 2010: Toy Story 3 jako Giętka
- 2013: Once Upon a Time in Wonderland jako żona Białego Królika[21]

### Scenarzysta
- 1985: Whoopi Goldberg: Direct from Broadway
- 1986: Doctor Duck’s Super Secret All-Purpose Sauce
- 1986: Comic Relief
- 1988: Whoopi Goldberg: Fontaine... Why Am I Straight
- 2003–2004: Whoopi
- 2005: Whoopi: Back to Broadway – The 20th Anniversary
- 2007: The Word According to Whoopi

### Reżyser
- 1986: Comic Relief
- 2013: Moms Mabley: I got Somethin’ to Tell You

### Producent
- 1991: Chez Whoopi (producent wykonawczy)
- 1998–2002: Hollywood Squares
- 1999: Oh What a Time It Was
- 2001: Co tworzy rodzinę (What Makes a Family, producent wykonawczy)
- 2001: Gdzieś w Luizjanie (Ruby’s Bucket of Blood, producent wykonawczy)
- 2001: Zawód Święty Mikołaj (Call Me Claus, producent wykonawczy)
- 2003: Nowi sąsiedzi (Good Fences)
- 2003: Whoopi (producent wykonawczy)
- 2003–2005: Życie przede wszystkim (Strong Medicine, producent wykonawczy)
- 2005: Sketch Off (producent wykonawczy)
- 2005: Whoopi: Back to Broadway – The 20th Anniversary (producent wykonawczy)
- 2006: To tylko gra (Just for Kicks, producent wykonawczy)
- 2007: The Word According to Whoopi (producent wykonawczy)
- 2009: Stream (producent wykonawczy)
- 2013: Moms Mabley: I got Somethin’ to Tell You
- 2014: A Day late and a Dollar Short (producent wykonawczy)

## Nagrody i wyróżnienia
Wybrane nagrody (w tym nominacje) i wyróżnienia, którymi została uhonorowana Goldberg:
- Oscar za rolę drugoplanową
- 2 nominacje do Oscara
- 5 nominacji i 1 Nagroda Daytime Emmy Awards
- 5 nominacji do Nagrody Emmy
- 3 nominacje i 2 Nagrody Golden Globe
- wyróżnienie ILGA za zaangażowanie w zwalczaniu homofobii (1999)
- 5 nominacji i 2 Nagrody Comedy Price
- Nagrodę Amerykańskiego Humoru Mark Twain Price (2001)
- od 1994 prowadziła cztery uroczystości rozdawania Oscarów

Goldberg jest jednym z 15 laureatów EGOT, czyli Emmy, Grammy, Oscara i Tony.